# Сундук предков
«Сундук предков» — художественный фильм (Другое название: «Свадебный сундук»).

## Сюжет
Айдар уезжает из родного кыргызского аула на стажировку в Париж, где остаётся и находит свою любовь. Молодой человек решает познакомить свою невесту с родителями. Айдар возвращается из Парижа в родной аул с Изабель. Он обманывает мать и отца, своих родных, говоря, что Изабель — журналистка. Главный герой боится сказать, что Изабель его невеста.

## В ролях
| Актёр                 | Роль        |
| --------------------- | ----------- |
| Наташа Ренье          | Изабель     |
| Болот Тентимишов      | Айдар       |
| Тынара Абдразаева     | мать Айдара |
| Мелис Шаршенбаев      | отец Айдара |
| Евгения Добровольская | аптекарша   |
| Муканбет Токтобаев    | старик      |

## Фестивали
- Кинофестиваль «Киношок» — Специальный Диплом Жюри, Приз «За лучший продюсерский дебют»
- Кинофестиваль «Амурская осень» — Приз «За лучший сценарий»
- Кинофестиваль «Золотой Витязь» — Приз «Серебряный Витязь», Приз «Лучшая операторская работа»
- Кинофестиваль «Листопад» (Белоруссия, Минск) — Специальный приз «Кино без границ»
- 2005 — XXVII Премия «Young Artist Award» (США, Лос-Анджелес) Приз «За лучшую иностранную драму»